# جورجينا هايغ
جورجينا هايغ (بالإنجليزية: Georgina Haig)‏ هي ممثلة أسترالية، ولدت في 3 أغسطس 1985 بملبورن في أستراليا.

## أعمال

### مسلسلات
- كان ياما كان

## وصلات خارجية
- جورجينا هايغ على موقع IMDb (الإنجليزية)
- جورجينا هايغ على موقع ميتاكريتيك (الإنجليزية)
- جورجينا هايغ على موقع روتن توميتوز (الإنجليزية)
- جورجينا هايغ على موقع ألو سيني (الفرنسية)
- جورجينا هايغ على موقع تيرنر كلاسيك موفيز (الإنجليزية)
- جورجينا هايغ على موقع أول موفي (الإنجليزية)
- جورجينا هايغ على موقع قاعدة بيانات الفيلم (الإنجليزية)
- جورجينا هايغ على موقع كينوبويسك (الروسية)